# Kiss Kiss Way
Kiss Kiss Way è un evento musicale italiano che si svolge dal 31 maggio 2025, durante la stagione estiva, e alla quale partecipano numerosi artisti italiani e internazionali. L'evento viene trasmesso in radio su Radio Kiss Kiss e in televisione su Radio Kiss Kiss TV.

## Il programma
L'evento, organizzato da Radio Kiss Kiss, ha come motto La musica più bella e viene organizzato in diversi comuni e piazze del capoluogo italiano.

## Edizioni
| Edizione | Anno | Conduzione | Conduzione    | Conduzione     | Conduzione               | Conduzione      | Conduzione    | Conduzione     | Periodo        | Periodo        | Puntate | Inviati      | Location                                                       |
| Edizione | Anno | Conduzione | Conduzione    | Conduzione     | Conduzione               | Conduzione      | Conduzione    | Conduzione     | Inizio         | Fine           | Puntate | Inviati      | Location                                                       |
| -------- | ---- | ---------- | ------------- | -------------- | ------------------------ | --------------- | ------------- | -------------- | -------------- | -------------- | ------- | ------------ | -------------------------------------------------------------- |
| 1ª       | 2025 | Pippo Pelo | Adriana Petro | Marco Castaldo | Raffaele "Raf" Cantiello | Alfio Battaglia | Ciro Limatola | Marta Martínez | 31 maggio 2025 | 27 luglio 2025 | 5       | Elisa Marino | Napoli, Torino, Corigliano-Rossano, Baia Domizia, Golfo Aranci |

### Prima edizione (2025)
La prima edizione di Kiss Kiss Way si è svolta a Napoli (in Piazza del Plebiscito), Torino (in Piazza Castello), Corigliano-Rossano (in località Palmeto di Schiavonea), Baia Domizia (all'Arena dei Pini) e Golfo Aranci (in Piazza Francesco Cossiga) dal 31 maggio al 27 luglio 2025 per cinque date in radio su Radio Kiss Kiss e in televisione su Radio Kiss Kiss TV, con la conduzione di Pippo Pelo, Adriana Petro, Marco Castaldo, Raffaele "Raf" Cantiello, Alfio Battaglia, Ciro Limatola e Marta Martinez e con la partecipazione dell'inviata Elisa Maino (solamente nella prima tappa).

#### Artisti partecipanti
| Artista               | Brani                                                                      | Puntate | Puntate | Puntate | Puntate | Puntate |
| Artista               | Brani                                                                      | 1       | 2       | 3       | 4       | 5       |
| --------------------- | -------------------------------------------------------------------------- | ------- | ------- | ------- | ------- | ------- |
| AKA 7even             | Ragione e follia, Non x soldi, Mi manchi, Loca                             | N.D.    | N.D.    |         |         |         |
| Aiello                | Come ti pare, Tutto sbagliato                                              | N.D.    | N.D.    | N.D.    |         | N.D.    |
| Alessandra Amoroso    | Si mette male, Cose stupide, Serenata (con Serena Brancale)                |         | N.D.    | N.D.    | N.D.    | N.D.    |
| Alex Wyse             | Batticuore, Rockstar                                                       | N.D.    | N.D.    | N.D.    |         | N.D.    |
| Alexia                | Medley                                                                     | N.D.    | N.D.    |         | N.D.    | N.D.    |
| Anna Tatangelo        | Ragazza di periferia, Inferno, Un nuovo bacio                              | N.D.    | N.D.    | N.D.    |         | N.D.    |
| Annalisa              | Maschio, Sinceramente                                                      |         | N.D.    | N.D.    | N.D.    | N.D.    |
| Baby K                | Follia mediterranea, Roma-Bangkok                                          | N.D.    |         | N.D.    | N.D.    | N.D.    |
| Benji & Fede          | Dove e quando, Stupido me, stupida te                                      |         | N.D.    | N.D.    | N.D.    | N.D.    |
| BigMama               | Bubble gum, La rabbia non ti basta, San Junipero                           | N.D.    | N.D.    | N.D.    | N.D.    |         |
| Bnkr44                | Luna rossa, Ma che idea, Governo punk                                      |         |         | N.D.    | N.D.    | N.D.    |
| Boomdabash            | Una stupida scusa, Tropicana, Karaoke                                      | N.D.    | N.D.    | N.D.    |         | N.D.    |
| Bresh                 | La tana del granchio, Umore marea                                          |         | N.D.    | N.D.    | N.D.    | N.D.    |
| Capo Plaza            | Giovane fuoriclasse, Lo so che, Capri Sun                                  | N.D.    |         | N.D.    | N.D.    | N.D.    |
| Carl Brave            | Perfect (con Sarah Toscano)                                                |         | N.D.    |         | N.D.    | N.D.    |
| Chiara Galiazzo       | Allegria bugiarda, Straordinario                                           | N.D.    | N.D.    |         | N.D.    | N.D.    |
| Cioffi                | Bogotà, Ex, Ragazzi lì, Ti amo (con Mar Lucas nella 5ª tappa)              | N.D.    | N.D.    |         |         |         |
| Clara                 | Nero gotico, Febbre, Scelte stupide                                        |         | N.D.    | N.D.    | N.D.    | N.D.    |
| Clementino            | Sorridi e vuoi fumare, Giungla (con Rocco Hunt)                            |         | N.D.    | N.D.    | N.D.    | N.D.    |
| Coma Cose             | La gelosia, Cuoricini                                                      | N.D.    |         | N.D.    | N.D.    | N.D.    |
| Dani Faiv             | Red Flag (con Fabio Rovazzi e Chiara Iezzi), Yoshi                         | N.D.    |         | N.D.    | N.D.    | N.D.    |
| Daniele Doria         | Perfomance di ballo                                                        |         | N.D.    | N.D.    | N.D.    | N.D.    |
| Ermal Meta            | Ferma gli orologi, Dall'alba al tramonto, Ragazza paradiso                 | N.D.    | N.D.    |         | N.D.    | N.D.    |
| Fabio Rovazzi         | Andiamo a comandare, Red Flag (con Chiara Iezzi e Dani Faiv)               | N.D.    |         | N.D.    | N.D.    | N.D.    |
| Federica Abbate       | Tilt, Niente canzoni d'amore                                               | N.D.    | N.D.    | N.D.    |         | N.D.    |
| Francesca Michielin   | Francesca                                                                  |         | N.D.    | N.D.    | N.D.    | N.D.    |
| Francesco Da Vinci    | Dimenticarsi, Mamma mia                                                    | N.D.    | N.D.    | N.D.    |         |         |
| Francesco Gabbani     | Così come mi viene, Viva la vita, Occidentali's Karma                      |         | N.D.    | N.D.    | N.D.    | N.D.    |
| Fred De Palma         | Sexy rave, Extasi, Barrio lambada                                          | N.D.    |         | N.D.    | N.D.    | N.D.    |
| Gabry Ponte           | DJ set, Tutta l'Italia, Brokenhearted                                      |         | N.D.    | N.D.    | N.D.    | N.D.    |
| Gaia                  | Chiamo io chiami tu, Dea saffica, Sesso e samba                            | N.D.    |         | N.D.    | N.D.    | N.D.    |
| Ghali                 | Casa mia, Chill                                                            | N.D.    |         | N.D.    | N.D.    | N.D.    |
| Gigi D'Alessio        | Rosa e lacrime, Una magica storia d'amore, Senza tuccà                     |         | N.D.    | N.D.    | N.D.    | N.D.    |
| Grelmos               | Boulevard, Calda                                                           | N.D.    | N.D.    |         |         | N.D.    |
| I Desideri            | Made in Napoli, Assieme, Chiamami ora                                      | N.D.    | N.D.    |         |         |         |
| Joan Thiele           | Eco                                                                        |         | N.D.    | N.D.    | N.D.    | N.D.    |
| LDA                   | Shalla, Attimo eterno, Quello che fa male                                  | N.D.    | N.D.    | N.D.    |         |         |
| Les Votives           | Priscilla, Feel Alright                                                    |         |         |         |         |         |
| Levante               | Maimai, Tikibombom                                                         | N.D.    |         | N.D.    | N.D.    | N.D.    |
| Lorenzo Fragola       | 1xte1xme                                                                   | N.D.    | N.D.    | N.D.    |         | N.D.    |
| Lorenzo Lupo          | Vivo, E invece tremo                                                       | N.D.    | N.D.    |         |         |         |
| Luk3                  | Parigi in motorino, Bianca-Prada                                           | N.D.    | N.D.    | N.D.    |         | N.D.    |
| Mar Lucas             | Ti amo (con Cioffi)                                                        | N.D.    | N.D.    | N.D.    | N.D.    |         |
| Marco Masini          | T'innamorerai, Bella stronza                                               | N.D.    | N.D.    |         | N.D.    | N.D.    |
| Michele Bravi         | Popolare (con Mida), Nero Bali, Solo per un po'                            | N.D.    | N.D.    |         |         | N.D.    |
| Mida                  | Rossofuoco, Popolare (con Michele Bravi), L'antidoto                       | N.D.    | N.D.    |         |         |         |
| Napoleone             | Jolie, Anna è tornata                                                      | N.D.    | N.D.    |         | N.D.    | N.D.    |
| Noemi                 | Se t'innamori muori, Non sono io                                           |         | N.D.    |         | N.D.    | N.D.    |
| Olly                  | Devastante, Balorda nostalgia                                              |         | N.D.    | N.D.    | N.D.    | N.D.    |
| Paola Iezzi           | Red Flag (con Fabio Rovazzi e Dani Faiv), Club astronave                   | N.D.    |         | N.D.    | N.D.    | N.D.    |
| Petit                 | Vivere da morire, Vitamì, Mammamì                                          | N.D.    | N.D.    |         |         | N.D.    |
| Planet Funk           | Nights in White Satin                                                      |         |         | N.D.    | N.D.    | N.D.    |
| Rhove                 | Pelé, Petit fou fou, Avion                                                 | N.D.    | N.D.    | N.D.    |         | N.D.    |
| Rkomi                 | Il ritmo delle cose, Dirti no, Partire da te                               | N.D.    | N.D.    | N.D.    | N.D.    |         |
| Rocco Hunt            | Cosa ti amo a fare?, Giungla (con Clementino)                              |         | N.D.    | N.D.    | N.D.    | N.D.    |
| Rose Villain          | Fuorilegge, Victoria's Secret                                              |         | N.D.    | N.D.    | N.D.    | N.D.    |
| Sal Da Vinci          | L'amore e tu, Rossetto e caffè                                             |         | N.D.    | N.D.    | N.D.    | N.D.    |
| Sangiovanni           | Veramente, Luci allo xeno, Finiscimi, Malibu                               | N.D.    | N.D.    | N.D.    |         | N.D.    |
| Sarah Toscano         | Taki, Amarcord, Perfect (con Carl Brave)                                   |         | N.D.    |         | N.D.    | N.D.    |
| Senza Cri             | Grande muraglia, Madrid                                                    | N.D.    | N.D.    | N.D.    |         | N.D.    |
| Serena Brancale       | Serenata (con Alessandra Amoroso), Anema e core                            |         |         | N.D.    | N.D.    | N.D.    |
| Settembre             | Amandoti, Vertebre                                                         | N.D.    |         | N.D.    |         | N.D.    |
| Shade                 | Iconica, Autostop, Bene ma non benissimo, La hit dell'estate               | N.D.    | N.D.    |         | N.D.    | N.D.    |
| Sissi                 | Hooligans                                                                  | N.D.    | N.D.    | N.D.    | N.D.    |         |
| Skunk Anansie         | Lost and Found                                                             |         | N.D.    | N.D.    | N.D.    | N.D.    |
| Sofia Sole            | Briciole, La notte vola via                                                | N.D.    | N.D.    | N.D.    | N.D.    |         |
| Sophie and the Giants | We Own the Night, Shut Up and Dance, Red Light                             |         | N.D.    | N.D.    | N.D.    | N.D.    |
| STE                   | So What                                                                    | N.D.    | N.D.    | N.D.    |         | N.D.    |
| Tananai               | Bella madonnina, Booster                                                   |         | N.D.    | N.D.    | N.D.    | N.D.    |
| The Kolors            | Pronto come va, Tu con chi fai l'amore, Un ragazzo una ragazza, Italodisco | N.D.    |         | N.D.    | N.D.    | N.D.    |
| Tiromancino           | Mi rituffo nella notte                                                     | N.D.    | N.D.    | N.D.    | N.D.    |         |
| Tredici Pietro        | Likethislikethat                                                           | N.D.    | N.D.    | N.D.    | N.D.    |         |
| Trigno                | Maledetta Milano, D'amore non si muore, 100 sigarette                      | N.D.    |         | N.D.    | N.D.    |         |
| Tropico               | Non esiste amore a Napoli, Perché mi sono innamorato di te                 |         | N.D.    | N.D.    | N.D.    | N.D.    |
| Willie Peyote         | Next, Grazie ma no grazie                                                  | N.D.    |         | N.D.    | N.D.    | N.D.    |